# Квадар
Квадар је геометријско тело омеђено са шест међусобно нормалних правоугаоних површи. Ове површи се деле на три пара међусобно наспрамних, паралелних и једнаких површи, које се могу описати са три дужине a, b и c (c је некад означено и са h). Ове три дужине се још редом зову ширина, дужина и висина квадра.
Специјалан случај квадра коме су све ивице једнаке се зове коцка.

## Формуле
Следи преглед чешће коришћених формула квадра:
| Површина                             | {\displaystyle P=2(ab+ac+bc)\,} |
| Запремина                            | {\displaystyle V=abc\,} |
| Мале дијагонале                      | {\displaystyle d_{ab}={\sqrt {a^{2}+b^{2}}}} {\displaystyle d_{ac}={\sqrt {a^{2}+c^{2}}}} {\displaystyle d_{bc}={\sqrt {b^{2}+c^{2}}}} |
| Велика дијагонала                    | {\displaystyle d={\sqrt {a^{2}+b^{2}+c^{2}}}}                                                                                          |
| Полупречник описане сфере            | {\displaystyle r_{o}={\frac {d}{2}}={\frac {1}{2}}\cdot {\sqrt {a^{2}+b^{2}+c^{2}}}}                                                   |
| Угао између велике дијагонале и базе | {\displaystyle \varphi =\arctan {\frac {c}{d_{ab}}}}                                                                                   |

Постоји сфера максималног полупречника која може да стане у један квадар, но у општем случају ова сфера није уписана у квадар јер не додирује све његове површи. Полупречник ове сфере је једнак половини дужине најмање ивице квадра.
{\displaystyle r_{i}={\frac {1}{2}}\min(a,b,c)}
У случају коцке (a=b=c) ова сфера јесте уписана.